# ウィルモット・レッド
ウィルモット・レッド (Wilmot Read、Wilmot Reed) (Wilmot Redd、17世紀初 - 1692年9月22日)はセイラム魔女裁判の犠牲者の一人。マーブルヘッドで生まれ、1692年9月22日、絞首刑となった。夫サミュエル・レッドは漁師だった。短気で知られていたが、隣人から、少しきつめの注意を受け、"probably more bitch than witch."であった。
1692年5月28日に地元の巡査ジェームズ・スミスによって逮捕された。令状は判事ジョナサン・コーウィンとジョン・ホーソーンによって署名された。罪状は"committed sundry acts of ウィッチクラフト on bodys of Mary Wolcott & Mercy Lewis and others in Salem Village to their great hurt."であった。
1692年5月31日、セイラム村のネイサン・インガーソルの家で、予備審査が行われた。魔法をかけられたという子供達と初めて出会い、子供達はすぐに発作を起こした。どう思うか尋ねられ、 "I cannot tell."と答えた。意見を促すと、 "My opinion is they are in a sad condition."と述べた。
魔女として起訴され、 "detestable arts called Witchcraft and Sorceries wickedly, mallitiously [sic] and felloniously used, practiced & exercised at the Towne of Salem."と非難された。

## 関連文献
Upham, Charles (1980). Salem Witchcraft. New York: Frederick Ungar Publishing Co., 2 vv., v. 2 pp. 208, 324-5.